# Trachusa occidentalis
Trachusa occidentalis är en biart som först beskrevs av Cresson 1868.  Trachusa occidentalis ingår i släktet hartsbin, och familjen buksamlarbin. Inga underarter finns listade i Catalogue of Life.